# Ileana Grabitz
Ileana Grabitz (* 1973) ist eine deutsche Journalistin und Ressortleiterin bei Zeit Online. 

## Werdegang
Grabitz studierte Anglistik, Romanistik und Germanistik an der Universität Köln und absolvierte das Aufbaustudium Wissenschaftsjournalismus an der FU Berlin. Sie volontierte von 2001 bis 2002 bei der Financial Times Deutschland. 2002 wurde sie Reporterin im Unternehmensressort sowie Redakteurin im Kommentarteam der Financial Times Deutschland. Von 2005 bis 2014 war Grabitz Wirtschaftsredakteurin bei der Tageszeitung Die Welt und von 2014 bis 2016 stellvertretende Ressortleiterin des Investigativteams. Von 2016 bis 2019 leitete sie gemeinsam mit Olaf Gersemann das Ressort „Wirtschaft, Finanzen & Immobilien“ bei der Welt-Gruppe. Seit Juli 2019 ist sie Ressortleiterin „Politik, Wirtschaft, Gesellschaft“ bei Zeit Online in Berlin.
Seit März 2020 gehört sie zum Moderatorenteam des Zeit-Podcasts Das Politikteil.